# Nils Gustafsson (skådespelare)
Nils Gustafsson, född 26 februari 1910 i Ludvika, död 30 januari 1989 i Uppsala, var en svensk präst och skådespelare.
Gustafsson avlade studentexamen i Sigtuna 1932 och blev student vid Uppsala universitet samma år. Han avlade teologisk-filosofisk examen där 1935 och teologie kandidatexamen 1939 samt praktiskt teologiskt prov samma år. Gustafsson prästvigdes 1939 för Västerås stift. Han blev komminister i Västerfärnebo pastorat 1945 och kyrkoherde där 1967. Gustafsson blev ledamot av Nordstjärneorden 1969. Han spelade rollen Vår Herre i bygdespelet Himlaspelet alltifrån starten i Uppsala 1941 till och med sommaren 1988 i Leksand, sammanlagt över 500 föreställningar. Gustafsson reste dessutom runt och gav Himlaspelet som enmansföreställning över 2 000 gånger.

## Filmografi
- 1942 – Himlaspelet
- 1946 – Kvinnor i väntrum
- 1952 – För min heta ungdoms skull
- 1976 – Drömmen om Amerika